# St John Harmsworth
William Albert St John Harmsworth (19 mai 1876-4 mai 1933) est un homme d'affaires anglais qui a acheté la source et créé la toute jeune marque Perrier d'eau minérale pétillante en France, conçu sa bouteille verte bulbeuse distinctive qui a connu un énorme succès dans le Empire britannique. 

## Jeunesse
Harmsworth est né en mai 1876 à St John's Wood, Londres, fils d'Alfred Harmsworth (1837-1889), avocat, et de son épouse, Geraldine Mary Maffett (1838-1925). Il est le frère d'Alfred Harmsworth, 1er vicomte Northcliffe, Harold Harmsworth, 1er vicomte Rothermere, Cecil Harmsworth (1er baron Harmsworth), Sir Leicester Harmsworth, 1er baronnet et Hildebrand Harmsworth 1er baronnet. 
Il est diplômé de Christ Church, Oxford, avec un BA et est directeur d'Amalgamated Press (fondée par son frère, Alfred). Il est membre du Sylvan Debating Club, fondé par son père.

## Carrière

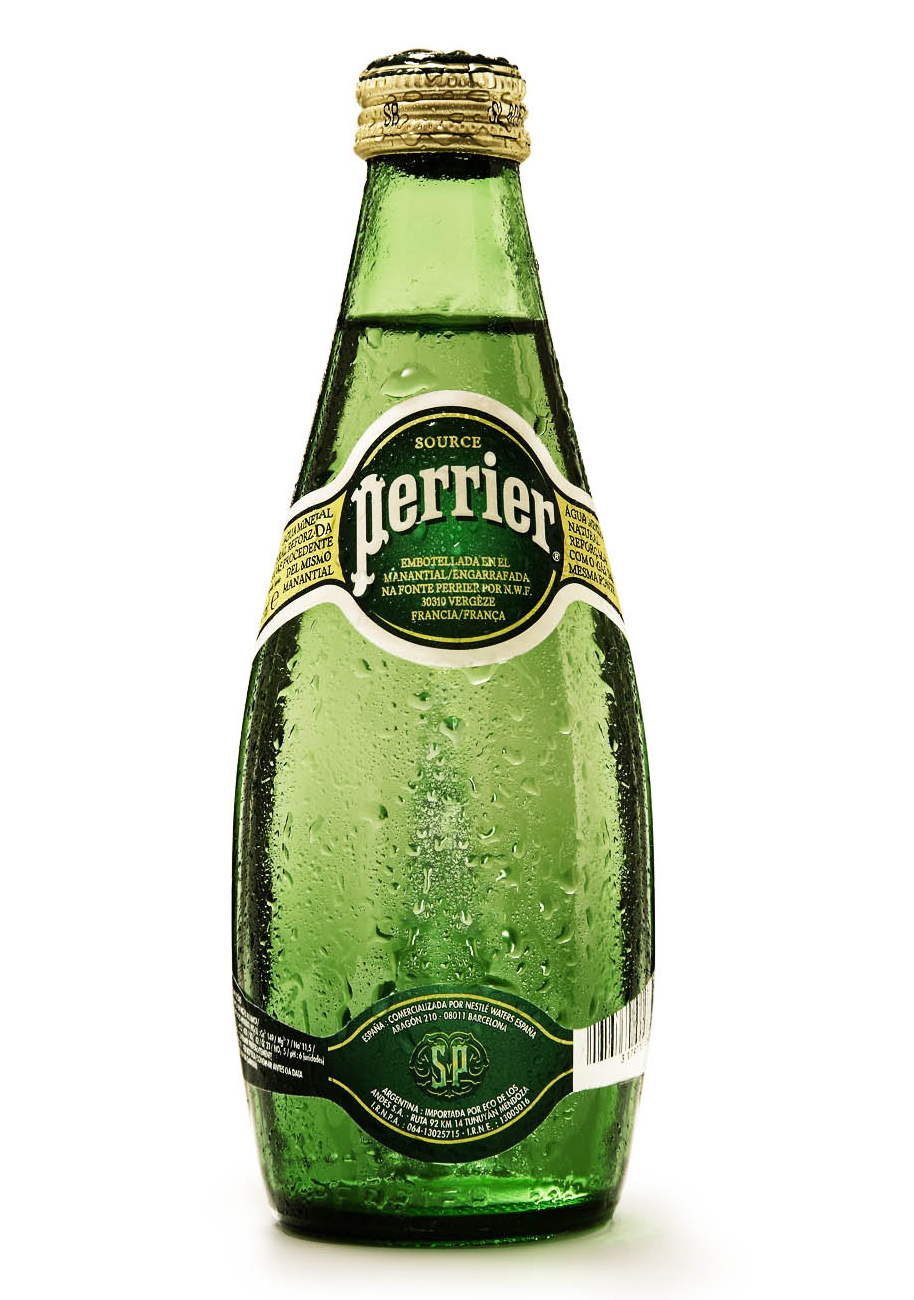
Bouteille de Perrier

À l'âge de 27 ans, lors d'un voyage dans le sud de la France, Harmsworth rencontre le Dr Louis Perrier, un médecin local, qui a acheté une source en 1898 dans la ville voisine de Vergèze, et exploite un spa commercial et met l'eau en bouteille. Perrier avait un besoin urgent d'investissement, et Harmsworth a acheté des parts, devenant l'unique propriétaire en deux ans, vendant sa part dans le Daily Mail pour lever des fonds. Il ferme le spa et se concentre sur l'embouteillage de l'eau, renommant la source Source Perrier. 
En 1906, il est blessé dans un accident de voiture sur la Great North Road, près de Hatfield dans le Hertfordshire, lorsque son chauffeur sort de la route dans l'obscurité alors qu'il voyageait à grande vitesse; Harmsworth reste paralysé de la taille aux pieds pour le reste de sa vie . Il a basé la forme de la bouteille Perrier verte bulbeuse distinctive, qu'il a conçue, sur les clubs indiens qu'il a utilisés pour faire de l'exercice après son accident . 
L'eau minérale pétillante Perrier connait un grand succès dans tout l'Empire britannique et, en 1905, Harmsworth reçoit un mandat royal. A cette époque, cette eau minérale est "mieux connue à Londres, Delhi et Singapour qu'à Paris" . 

## Vie privée
La maison de Harmsworth, Les Bouillens, qui est à côté de l'usine Perrier, est maintenant un musée sur la marque Perrier . Il a également des maisons au 7, Hyde Park Terrace, Londres, et "Pilots Point", Totland Bay, sur l'île de Wight . 